# نیکولاس ۲۱۳۱
سیارک ۲۱۳۱ (به انگلیسی: 2131 Mayall، نامگذاری:1975RA) دو هزار و صد و سی و یکمین سیارک کشف شده‌است که در ۳ سپتامبر ۱۹۷۵ کشف شد.
قدر مطلق سیارک برابر ۱۲٫۷۲ است.